# Seznam dílů seriálu Slunečná
Toto je seznam dílů seriálu Slunečná. Český televizní seriál Slunečná vysílala od 11. ledna 2020 do 22. února 2022 stanice Prima. Na Slovensku seriál vysílala televize JOJ, a to od 25. srpna 2020 do 4. září 2020. Maďarská verze s dabingem je vysílána stanicí ATV od 22. října 2021.

## Přehled řad
| Řada | Díly | Premiéra v ČR  | Premiéra v ČR   |
| Řada | Díly | První díl      | Poslední díl    |
| ---- | ---- | -------------- | --------------- |
| 1    | 35   | 11. ledna 2020 | 23. června 2020 |
| 2    | 83   | 25. srpna 2020 | 29. června 2021 |
| 3    | 42   | 31. srpna 2021 | 22. února 2022  |

## Seznam dílů

### První řada (2020)
| Č. v seriálu | Č. v řadě | Původní název                   | Režie              | Scénář         | Datum premiéry  | Sledovanost (v mil.) |
| ------------ | --------- | ------------------------------- | ------------------ | -------------- | --------------- | -------------------- |
| 1            | 1         | Sázka                           | Libor Kodad        | René Decastelo | 11. ledna 2020  | 1,281                |
| 2            | 2         | Splašení koně                   | Libor Kodad        | René Decastelo | 14. ledna 2020  | 1,051                |
| 3            | 3         | Jak se do lesa volá             | Libor Kodad        | Jaroslav Sauer | 16. ledna 2020  | 1,084                |
| 4            | 4         | Epidemie                        | Libor Kodad        | David Holý     | 21. ledna 2020  | 1,177                |
| 5            | 5         | Zásnuby                         | Libor Kodad        | René Decastelo | 23. ledna 2020  | 1,159                |
| 6            | 6         | Past na zloděje                 | Libor Kodad        | René Decastelo | 28. ledna 2020  | 1,153                |
| 7            | 7         | Pohádková babička               | Libor Kodad        | Jaroslav Sauer | 30. ledna 2020  | 1,181                |
| 8            | 8         | Byznys století                  | Libor Kodad        | Jan Drbohlav   | 4. února 2020   | 1,156                |
| 9            | 9         | Pomsta je sladká                | Jaromír Polišenský | David Holý     | 6. února 2020   | 1,109                |
| 10           | 10        | Krávy                           | Jaromír Polišenský | René Decastelo | 11. února 2020  | 1,259                |
| 11           | 11        | Čarodějka psů                   | Jaromír Polišenský | René Decastelo | 13. února 2020  | 1,183                |
| 12           | 12        | Ženské zbraně                   | Jaromír Polišenský | Jaroslav Sauer | 18. února 2020  | 1,164                |
| 13           | 13        | Lásky                           | Jaromír Polišenský | David Holý     | 20. února 2020  | 1,194                |
| 14           | 14        | Zrození nepřítele               | Jaromír Polišenský | René Decastelo | 25. února 2020  | 1,259                |
| 15           | 15        | Rytíři hranatého stolu          | Libor Kodad        | Jan Drbohlav   | 27. února 2020  | 1,218                |
| 16           | 16        | Místní hrdina                   | Libor Kodad        | Jaroslav Sauer | 3. března 2020  | 1,281                |
| 17           | 17        | Strážným andělem proti své vůli | Libor Kodad        | René Decastelo | 5. března 2020  | 1,319                |
| 18           | 18        | Potíže s mladou i se starou     | Libor Kodad        | René Decastelo | 10. března 2020 | 1,302                |
| 19           | 19        | Hrdina a superhrdina            | Libor Kodad        | David Holý     | 12. března 2020 | 1,211                |
| 20           | 20        | Prsten pro princeznu            | Libor Kodad        | René Decastelo | 17. března 2020 | 1,331                |
| 21           | 21        | Pidilihovar                     | Libor Kodad        | Jan Drbohlav   | 19. března 2020 | 1,354                |
| 22           | 22        | Tři přání                       | Libor Kodad        | Jaroslav Sauer | 24. března 2020 | 1,435                |
| 23           | 23        | Svatební pochod                 | Libor Kodad        | René Decastelo | 31. března 2020 | 1,452                |
| 24           | 24        | Vztek a zlost                   | Libor Kodad        | René Decastelo | 7. dubna 2020   | 1,416                |
| 25           | 25        | Biskupí test                    | Libor Kodad        | David Holý     | 14. dubna 2020  | 1,578                |
| 26           | 26        | Zoufalé činy                    | Libor Kodad        | René Decastelo | 21. dubna 2020  | 1,495                |
| 27           | 27        | Diogenes v sudu                 | Libor Kodad        | Jan Drbohlav   | 28. dubna 2020  | 1,478                |
| 28           | 28        | Jeden z nás                     | Libor Kodad        | Jaroslav Sauer | 5. května 2020  | 1,467                |
| 29           | 29        | Lež, zrada a tajemství          | Libor Kodad        | René Decastelo | 12. května 2020 | 1,486                |
| 30           | 30        | Krysí král                      | Libor Kodad        | René Decastelo | 19. května 2020 | 1,458                |
| 31           | 31        | Nápadníci                       | Libor Kodad        | David Holý     | 26. května 2020 | 1,393                |
| 32           | 32        | Spojenci                        | Libor Kodad        | Jaroslav Sauer | 2. června 2020  | 1,468                |
| 33           | 33        | Superhero Combo                 | Libor Kodad        | Jan Drbohlav   | 9. června 2020  | 1,458                |
| 34           | 34        | Vilda nebo Janek                | Libor Kodad        | René Decastelo | 16. června 2020 | 1,336                |
| 35           | 35        | Angelika ze Slunečné            | Libor Kodad        | René Decastelo | 23. června 2020 | 1,414                |

### Druhá řada (2020–2021)
| Č. v seriálu | Č. v řadě | Původní název              | Režie                             | Scénář         | Datum premiéry     | Sledovanost (v mil.) |
| ------------ | --------- | -------------------------- | --------------------------------- | -------------- | ------------------ | -------------------- |
| 36           | 1         | Nenechat se otrávit        | Libor Kodad                       | Jaroslav Sauer | 25. srpna 2020     | 0,745                |
| 37           | 2         | Kruté překvapení           | Libor Kodad                       | David Holý     | 27. srpna 2020     | 0,669                |
| 38           | 3         | Boj o vodu                 | Libor Kodad                       | René Decastelo | 1. září 2020       | 0,966                |
| 39           | 4         | Velké trable s malým polem | Marek Tomažič                     | Jan Drbohlav   | 3. září 2020       | 0,926                |
| 40           | 5         | Hra o jablka               | Marek Tomažič                     | Jaroslav Sauer | 8. září 2020       | 1,219                |
| 41           | 6         | Výzva s výstrahou          | Marek Tomažič                     | David Holý     | 10. září 2020      | 1,127                |
| 42           | 7         | Děti v ohrožení            | Marek Tomažič                     | René Decastelo | 15. září 2020      | 1,177                |
| 43           | 8         | Další těhotná              | Marek Tomažič                     | René Decastelo | 17. září 2020      | 1,109                |
| 44           | 9         | Ošizený líh                | Marek Tomažič                     | René Decastelo | 22. září 2020      | 1,195                |
| 45           | 10        | Lásky z minulosti          | Libor Kodad                       | David Holý     | 24. září 2020      | 1,115                |
| 46           | 11        | Poctivá novinařina         | Libor Kodad                       | Jaroslav Sauer | 29. září 2020      | 1,174                |
| 47           | 12        | Indiánské odpoledne        | Libor Kodad                       | Jan Drbohlav   | 1. října 2020      | 1,183                |
| 48           | 13        | Svatba podruhé             | Libor Kodad                       | Jaroslav Sauer | 6. října 2020      | 1,250                |
| 49           | 14        | Jehla v kupce sena         | Libor Kodad                       | René Decastelo | 8. října 2020      | 1,230                |
| 50           | 15        | Romantika na druhou        | Libor Kodad                       | René Decastelo | 13. října 2020     | 1,283                |
| 51           | 16        | Zásahovka                  | Jaromír Polišenský                | René Decastelo | 15. října 2020     | 1,309                |
| 52           | 17        | Jako v jiném vesmíru       | Jaromír Polišenský                | René Decastelo | 20. října 2020     | 1,308                |
| 53           | 18        | Doktoři v akci             | Jaromír Polišenský                | David Holý     | 22. října 2020     | 1,155                |
| 54           | 19        | Čí je to dítě?             | Jaromír Polišenský                | Jaroslav Sauer | 27. října 2020     | 1,273                |
| 55           | 20        | Tajná agentka              | Jaromír Polišenský                | David Holý     | 29. října 2020     | 1,221                |
| 56           | 21        | Randění ve čtyřech         | Jaromír Polišenský                | René Decastelo | 3. listopadu 2020  | 1,281                |
| 57           | 22        | Umění lásky                | Marek Tomažič                     | Jan Drbohlav   | 5. listopadu 2020  | 1,227                |
| 58           | 23        | Kamarádka do deště         | Marek Tomažič                     | Jaroslav Sauer | 10. listopadu 2020 | 1,371                |
| 59           | 24        | Živý nebo mrtvý            | Marek Tomažič                     | David Holý     | 12. listopadu 2020 | 1,221                |
| 60           | 25        | Lži a intriky              | Marek Tomažič                     | René Decastelo | 17. listopadu 2020 | 1,363                |
| 61           | 26        | Velké stěhování            | Marek Tomažič                     | René Decastelo | 19. listopadu 2020 | 1,272                |
| 62           | 27        | Studna                     | Marek Tomažič                     | Jaroslav Sauer | 24. listopadu 2020 | 1,383                |
| 63           | 28        | Návrat desperáta           | Libor Kodad                       | David Holý     | 26. listopadu 2020 | 1,285                |
| 64           | 29        | Nepřítel na telefonu       | Libor Kodad                       | Jaroslav Sauer | 1. prosince 2020   | 1,343                |
| 65           | 30        | Mafiánská konkubína        | Libor Kodad                       | Jan Drbohlav   | 3. prosince 2020   | 1,206                |
| 66           | 31        | Mafián ze Slunečné         | Libor Kodad                       | René Decastelo | 8. prosince 2020   | 1,360                |
| 67           | 32        | Popelka v praxi            | Libor Kodad                       | René Decastelo | 10. prosince 2020  | 1,239                |
| 68           | 33        | Mediální hvězda            | Libor Kodad                       | René Decastelo | 15. prosince 2020  | 1,356                |
| 69           | 34        | Zrodila se hvězda          | Marek Tomažič, Jaromír Polišenský | David Holý     | 17. prosince 2020  | 1,203                |
| 70           | 35        | Nečekaná rána              | Marek Tomažič, Jaromír Polišenský | Jaroslav Sauer | 12. ledna 2021     | 1,302                |
| 71           | 36        | Princezna                  | Marek Tomažič, Jaromír Polišenský | René Decastelo | 14. ledna 2021     | 1,209                |
| 72           | 37        | Zachráněná láska           | Marek Tomažič, Jaromír Polišenský | Jaroslav Sauer | 19. ledna 2021     | 1,323                |
| 73           | 38        | Poklad ve studni           | Marek Tomažič, Jaromír Polišenský | René Decastelo | 21. ledna 2021     | 1,231                |
| 74           | 39        | Špion a špionka            | Marek Tomažič, Jaromír Polišenský | René Decastelo | 26. ledna 2021     | 1,261                |
| 75           | 40        | Tátova kaplička            | Libor Kodad                       | René Decastelo | 28. ledna 2021     | 1,219                |
| 76           | 41        | Prvorodičky                | Libor Kodad                       | Jaroslav Sauer | 2. února 2021      | 1,354                |
| 77           | 42        | Cena vody                  | Libor Kodad                       | David Holý     | 4. února 2021      | 1,294                |
| 78           | 43        | Komu prší štěstí           | Libor Kodad                       | Jaroslav Sauer | 9. února 2021      | 1,333                |
| 79           | 44        | Nečekané odmítnutí         | Libor Kodad                       | René Decastelo | 11. února 2021     | 1,255                |
| 80           | 45        | Jak se Denisa vdávala      | Libor Kodad                       | René Decastelo | 16. února 2021     | 1,327                |
| 81           | 46        | Biologický otec            | Jaromír Polišenský                | Iva Klestilová | 18. února 2021     | 1,290                |
| 82           | 47        | Konec jednoho přátelství   | Jaromír Polišenský                | René Decastelo | 23. února 2021     | 1,324                |
| 83           | 48        | Úkoly tisíce a jedné noci  | Jaromír Polišenský                | René Decastelo | 25. února 2021     | 1,199                |
| 84           | 49        | Přátelská výpomoc          | Jaromír Polišenský                | Jaroslav Sauer | 2. března 2021     | 1,365                |
| 85           | 50        | Vildova osobní asistentka  | Jaromír Polišenský                | David Holý     | 4. března 2021     | 1,326                |
| 86           | 51        | Jednoduchá otázka          | Jaromír Polišenský                | Jaroslav Sauer | 9. března 2021     | 1,329                |
| 87           | 52        | Špatný vtip                | Libor Kodad                       | Iva Klestilová | 11. března 2021    | 1,227                |
| 88           | 53        | Dva rozvody v jednom       | Libor Kodad                       | René Decastelo | 16. března 2021    | 1,326                |
| 89           | 54        | Převzetí moci              | Libor Kodad                       | David Holý     | 18. března 2021    | 1,199                |
| 90           | 55        | Střecha nad hlavou         | Libor Kodad                       | Jaroslav Sauer | 23. března 2021    | 1,294                |
| 91           | 56        | Táta zmizel                | Libor Kodad                       | René Decastelo | 25. března 2021    | 1,253                |
| 92           | 57        | Čí je ten prsten?          | Libor Kodad                       | Jaroslav Sauer | 30. března 2021    | 1,215                |
| 93           | 58        | Slovenská stopa            | Libor Kodad                       | Iva Klestilová | 1. dubna 2021      | 1,154                |
| 94           | 59        | Rodák z blízké vesnice     | Libor Kodad                       | Jaroslav Sauer | 6. dubna 2021      | 1,305                |
| 95           | 60        | Filmová hvězda ze statku   | Libor Kodad                       | David Holý     | 8. dubna 2021      | 1,254                |
| 96           | 61        | Haničko, sluníčko          | Libor Kodad                       | René Decastelo | 13. dubna 2021     | 1,194                |
| 97           | 62        | Jak se zbavit čarodějnice! | Libor Kodad                       | René Decastelo | 15. dubna 2021     | 1,239                |
| 98           | 63        | Táta na plný úvazek        | Libor Kodad                       | Jaroslav Sauer | 20. dubna 2021     | 1,269                |
| 99           | 64        | Nové nápady                | Libor Kodad                       | René Decastelo | 22. dubna 2021     | 1,177                |
| 100          | 65        | Nenechat se dojmout        | Libor Kodad                       | Iva Klestilová | 27. dubna 2021     | 1,238                |
| 101          | 66        | Konec pohádky              | Libor Kodad                       | René Decastelo | 29. dubna 2021     | 1,175                |
| 102          | 67        | Tajemství                  | Libor Kodad                       | Jaroslav Sauer | 4. května 2021     | 1,304                |
| 103          | 68        | Princ z Arábie             | Libor Kodad                       | David Holý     | 6. května 2021     | 1,253                |
| 104          | 69        | Proč je Hana sama          | Libor Kodad                       | Jaroslav Sauer | 11. května 2021    | 1,253                |
| 105          | 70        | Profesor, peníze a lži     | Libor Kodad                       | David Holý     | 13. května 2021    | 1,234                |
| 106          | 71        | Lekce romantiky            | Libor Kodad                       | Jaroslav Sauer | 18. května 2021    | 1,313                |
| 107          | 72        | Staronový starosta         | Libor Kodad                       | René Decastelo | 20. května 2021    | 1,152                |
| 108          | 73        | Děti jsou radost           | Libor Kodad                       | Jaroslav Sauer | 25. května 2021    | 1,217                |
| 109          | 74        | Karty nesou smrt           | Libor Kodad                       | René Decastelo | 27. května 2021    | 1,119                |
| 110          | 75        | Oslava narozenin           | Libor Kodad                       | René Decastelo | 1. června 2021     | 1,245                |
| 111          | 76        | Budeme mít miminko!        | Jaromír Polišenský                | David Holý     | 3. června 2021     | 0,916                |
| 112          | 77        | Ta pravá                   | Jaromír Polišenský                | Jaroslav Sauer | 8. června 2021     | 1,184                |
| 113          | 78        | Vlci útočí                 | Jaromír Polišenský                | René Decastelo | 10. června 2021    | 1,116                |
| 114          | 79        | Druhé Vánoce               | Jaromír Polišenský                | Jaroslav Sauer | 15. června 2021    | 1,160                |
| 115          | 80        | Ponížená vesnice           | Jaromír Polišenský                | René Decastelo | 17. června 2021    | 1,098                |
| 116          | 81        | Nejhorší období            | Jaromír Polišenský                | Jaroslav Sauer | 22. června 2021    | 1,089                |
| 117          | 82        | Tonyho svatba              | Jaromír Polišenský                | René Decastelo | 24. června 2021    | 1,116                |
| 118          | 83        | Svatba roku                | Jaromír Polišenský                | Jaroslav Sauer | 29. června 2021    | 1,058                |

### Třetí řada (2021–2022)
| Č. v seriálu | Č. v řadě | Původní název                | Režie              | Scénář                          | Datum premiéry               | Sledovanost (v mil.) |
| ------------ | --------- | ---------------------------- | ------------------ | ------------------------------- | ---------------------------- | -------------------- |
| 119          | 1         | Tři kulky                    | Jaromír Polišenský | René Decastelo                  | 31. srpna 2021               | 1,124                |
| 120          | 2         | Láska za milion              | Jaromír Polišenský | Jaroslav Sauer                  | 2. září 2021                 | 1,047                |
| 121          | 3         | Když kulky osobně jmenují    | Jaromír Polišenský | Iva Klestilová                  | 7. září 2021                 | 1,109                |
| 122          | 4         | Druhá šance                  | Jaromír Polišenský | Jaroslav Sauer                  | 9. září 2021                 | 1,031                |
| 123          | 5         | Zabij nebo budeš zabit       | Jaromír Polišenský | René Decastelo                  | 14. září 2021                | 1,123                |
| 124          | 6         | Za chyby se platí            | Jaromír Polišenský | Jaroslav Sauer                  | 16. září 2021                | 1,141                |
| 125          | 7         | Připoutaná!                  | Jaromír Polišenský | René Decastelo                  | 21. září 2021                | 1,102                |
| 126          | 8         | Síla rodiny                  | Jaromír Polišenský | Jaroslav Sauer                  | 23. září 2021                | 1,086                |
| 127          | 9         | Zrada v rodině               | Vojtěch Moravec    | René Decastelo                  | 28. září 2021                | 1,121                |
| 128          | 10        | Naděje jménem Sylva          | Vojtěch Moravec    | Jaroslav Sauer                  | 30. září 2021                | 1,138                |
| 129          | 11        | Armáda Popelků a Linhartů    | Vojtěch Moravec    | David Holý                      | 5. října 2021                | 1,205                |
| 130          | 12        | Obchodní nabídka             | Vojtěch Moravec    | Iva Klestilová                  | 7. října 2021                | 1,206                |
| 131          | 13        | Pomsta chutná i studená      | Vojtěch Moravec    | René Decastelo                  | 12. října 2021               | 1,236                |
| 132          | 14        | Rodiče a děti                | Vojtěch Moravec    | Jaroslav Sauer                  | 14. října 2021               | 1,165                |
| 133          | 15        | Bitva o Slunečnou            | Vojtěch Moravec    | René Decastelo                  | 19. října 2021               | 1,193                |
| 134          | 16        | Klidný den                   | Vojtěch Moravec    | Jaroslav Sauer                  | 21. října 2021               | 1,140                |
| 135          | 17        | Geny Linhartů                | Jaromír Polišenský | David Holý                      | 26. října 2021               | 1,142                |
| 136          | 18        | Dobrá investice              | Jaromír Polišenský | Iva Klestilová                  | 28. října 2021               | 1,120                |
| 137          | 19        | Anna mstitelka               | Jaromír Polišenský | René Decastelo                  | 2. listopadu 2021            | 1,224                |
| 138          | 20        | Lídin pád                    | Jaromír Polišenský | Jaroslav Sauer                  | 4. listopadu 2021            | 1,111                |
| 139          | 21        | Kouzelný dědeček             | Jaromír Polišenský | René Decastelo                  | 9. listopadu 2021            | 1,187                |
| 140          | 22        | Romeo a Julie pro pamětníky  | Jaromír Polišenský | Jaroslav Sauer                  | 11. listopadu 2021           | 1,136                |
| 141          | 23        | Třikrát a dost!              | Jaromír Polišenský | David Holý                      | 16. listopadu 2021           | 1,107                |
| 142          | 24        | Velká slepičí loupež         | Jaromír Polišenský | Iva Klestilová                  | 18. listopadu 2021           | 1,173                |
| 143          | 25        | Přiškrcený sbor              | Lukáš Buchar       | René Decastelo                  | 23. listopadu 2021           | 1,140                |
| 144          | 26        | Cvičme v rytme               | Lukáš Buchar       | Jaroslav Sauer                  | 25. listopadu 2021           | 1,073                |
| 145          | 27        | Kolik stojí zdraví           | Lukáš Buchar       | René Decastelo                  | 30. listopadu 2021           | 1,172                |
| 146          | 28        | Rychlá akce                  | Lukáš Buchar       | Jaroslav Sauer                  | 2. prosince 2021             | 1,106                |
| 147          | 29        | Musíme to utajit             | Lukáš Buchar       | David Holý                      | 7. prosince 2021             | 1,141                |
| 148          | 30        | Ty jsi moje zlato            | Lukáš Buchar       | Iva Klestilová                  | 9. prosince 2021             | 1,060                |
| 149          | 31        | Jak se Vilda stal tátou      | Lukáš Buchar       | René Decastelo                  | 14. prosince 2021            | 1,144                |
| 150          | 32        | Vyčerpání                    | Lukáš Buchar       | Jaroslav Sauer                  | 16. prosince 2021            | 1,228                |
| 151          | 33        | Kde budeme bydlet?           | Jaromír Polišenský | David Holý a René Decastelo     | 4. ledna 2022                | 1,248                |
| 152          | 34        | Irská láska                  | Jaromír Polišenský | Jaroslav Sauer                  | 6. ledna 2022                | 1,185                |
| 153          | 35        | Zlatá horečka                | Jaromír Polišenský | David Holý a René Decastelo     | 11. ledna 2022               | 1,197                |
| 154          | 36a36b    | Malá službičkaSyn na odchodu | Jaromír Polišenský | Jaroslav Sauer                  | 13. ledna 202218. ledna 2022 | 0,9181,240           |
| 155          | 37        | Magnet na zoufalce           | Jaromír Polišenský | René Decastelo                  | 18. ledna 2022               | 1,208                |
| 156          | 38        | Svatební dilema              | Jaromír Polišenský | Jaroslav Sauer                  | 25. ledna 2022               | 1,253                |
| 157          | 39        | Jsem tvoje stáří             | Lukáš Buchar       | René Decastelo                  | 1. února 2022                | 1,154                |
| 158          | 40        | Pomocníci                    | Lukáš Buchar       | Jaroslav Sauer                  | 8. února 2022                | 1,188                |
| 159          | 41        | Týna na umření               | Lukáš Buchar       | René Decastelo                  | 15. února 2022               | 1,179                |
| 160          | 42        | Jak vylepšit svatbu          | Lukáš Buchar       | Jaroslav Sauer a René Decastelo | 22. února 2022               | 1,308                |